# Théodora, impératrice de Byzance
Pour les articles homonymes, voir Théodora.
« Théodora, impératrice de Byzance » redirige ici. Pour l'impératrice du même nom, voir Théodora (impératrice, femme de Justinien).
Pour plus de détails, voir Fiche technique et Distribution.
Théodora, impératrice de Byzance (Teodora imperatrice di Bisanzio) est un film franco-italien de Riccardo Freda sorti en 1954. Il s'agit du premier film italien tourné en Eastmancolor.
Le film met en vedette Gianna Maria Canale dans le rôle d'une femme de pouvoir, Théodora, déchirée entre ses responsabilités politiques, ses devoirs conjugaux envers son mari Justinien (joué par Georges Marchal) et son désir d'émancipation. Malgré certaines libertés, le film reprend certaines vérités historiques, comme l'influence politique de Théodora sur son mari Justinien.
Le film reste célèbre pour sa course de chars qui entendait rivaliser avec celle du Ben-Hur de Fred Niblo sorti en 1925.

## Synopsis
Au VIe siècle, le futur empereur Justinien  se promène incognito dans les rues de Constantinople lorsqu’il fait la connaissance d’une danseuse nommée Théodora. Séduit par sa beauté, il lui offre un pendentif mais elle disparaît en emportant celui-ci.
Peu après, Théodora est arrêtée. Accusée de vol, elle comparaît devant un tribunal présidé par Justinien lui-même. Ce dernier la condamne lourdement mais Thédora parvient à s’échapper et à se réfugier chez son fiancé Arcas, qui est coureur de char.
Bien décidée à prouver sa valeur, elle prend la place d’Arcas lors de la grande course de chars annuelle entre les Verts (représentants du peuples) et les Bleus (représentants de la noblesse). Au terme d’une course spectaculaire, elle remporte la victoire, devançant de peu l’empereur Justinien. Peu après, Justinien et Théodora se marient.
Devenue impératrice, la jeune femme défend les intérêts du peuple. Très vite, elle s’oppose à l’aristocratie et aux généraux, hostiles aux réformes qu’elle inspire à Justinien. Tout cela ne plaît pas en particulier au préfet du prétoire  Jean de Cappadoce et à Andres, le capitaine des gardes. Ces derniers décident alors d'organiser un soulèvement populaire afin de remettre les choses à leur place.

## Fiche technique
- Titre : Théodora, impératrice de Byzance
- Titre original : Teodora imperatrice di Bisanzio
- Réalisation : Riccardo Freda
- Scénario : Claude Accursi, André-Paul Antoine, Ranieri Cochetti, Riccardo Freda et René Wheeler
- Production : Lux Film et Lux Compagnie Cinématographique de France
- Musique : Renzo Rossellini
- Directeur de la photographie : Rodolfo Lombardi (it)
- Costumes : Veniero Colasanti
- Montage : Mario Serandrei
- Tournage : S.A.F.A. Studios à Rome
- Pays de production :   Italie /  France
- Durée : 91 minutes en France
- Genre : Péplum
- Dates de sortie :
  - France : 2 juillet 1954
  - Italie : 29 septembre 1954

## Distribution
- Gianna Maria Canale (VF : Camille Fournier) : Théodora
- Georges Marchal (VF : lui-même) : Justinien
- Renato Baldini : Arcas
- Henri Guisol (VF : lui-même) : Jean de Cappadoce
- Irène Papas (VF : Denise Bosc) : Saida, sœur de Théodora
- Nerio Bernardi (VF : Pierre Morin) : Bélisaire
- Carlo Sposito (it) : Scarpios
- Olga Solbelli (VF : Lita Recio) : Egina, mère de Théodora
- Alessandro Fersen (it) : l'évêque
- Roger Pigaut (VF : lui-même) : Andres
- Loris Gizzi : Smirnos, le sénateur
- Giovanni Fagioli (VF : Jacques Thébault) : le greffier du tribunal
- Mario Siletti (VF : Richard Francoeur) : le magistrat
- Michele Riccardini : le geôlier
- Armando Annuale (VF : Paul Villé) : le marchand de sandales
- Piero Capanna : un citoyen
- Oscar Andriani (it) : le défenseur de Scarpios
- Umberto Silvestri : le bourreau
- Wilma Aris (it)

## Production
Gianna Maria Canale était la compagne de Riccardo Freda, elle joua dans une douzaine de films pour lui. Georges Marchal est un acteur français qui joua dans de nombreux péplums sous la direction de Marcel L'Herbier, Carmine Gallone, Vittorio Cottafavi ou Sergio Leone. Irène Papas est dans un de ses premiers rôles.
Le costumier du film, Veniero Colasanti est un costumier et décorateur renommé qui obtiendra une nomination à l'Oscar des meilleurs décors  quelques années après pour Le Cid.
La musique est composée par Renzo Rossellini, le frère du réalisateur Roberto Rossellini.
Le film est tourné en partie au Musée de la Civilisation romaine et aux S.A.F.A. Studios à Rome.
Le budget est serré, ce qui fera dire plus tard à Riccardo Freda : « C'est peut-être ce qu'a dépensé Wyler en sandwichs et eaux minérales sur Ben Hur ».

## Accueil
La figure historique de Théodora avait déjà connu plusieurs fois le grand écran au temps du muet avec Théodora en 1909 réalisé par Ernesto Maria Pasquali, Théodora en 1912, un film français réalisé par Henri Pouctal, d'après la pièce de Victorien Sardou et enfin Théodora en 1921, réalisé par Leopoldo Carlucci, toujours d'après Victorien Sardou. En 1968, Robert Siodmak réalisera Pour la conquête de Rome I avec Sylva Koscina dans le rôle de Théodora.
Ce film historique fut précurseur de la grande vague du péplum italien, avec Spartacus du même réalisateur. Mais contrairement à Spartacus tourné en noir et blanc, ce film là sera tourné en couleurs. Son budget important permit une reconstitution historique soignée.
En général les péplums n'accordent qu'une place secondaire aux femmes, contrairement à ce film qui retrace la vie d'une femme émancipée qui n'hésite pas à assouvir sa passion de la vitesse dans des courses de chars violentes et spécifiquement masculines.
Dans le Guide des films de Jean Tulard, il est dit : « Film avant tout spectaculaire et fait avec maîtrise, ce qui confère à l'ensemble de l'œuvre une qualité indéniable ».
Michele Lupo réutilisera la fameuse course de chars dans son film Le Retour des titans en 1963.